# International Mountain Summit
Der International Mountain Summit (IMS) war ein unabhängiger und internationaler Kongress, der von 2009 bis 2018 im Herbst in Brixen in Südtirol stattfand. Beim IMS kamen Top-Bergsteiger, Nachwuchs-Alpinisten und Kletterer sowie andere Bergfreunde zusammenkommen, um Erfahrungen auszutauschen, über Trends zu diskutieren und gemeinsam mit Hobbysportlern und Interessierten ein Bergfestival zu feiern.

## Geschichte
Der IMS entstand im Jahr 2009 aus der Idee von Markus Gaiser und Alex Ploner, den Brauch des Abkletterns wiederzubeleben. Im Spätherbst trafen sich die Bergsteiger in den Dolomiten zu den letzten Kletterpartien des Jahres. Neue Kontakte wurden geknüpft und Projekte besprochen. Im Sinne dieser alten Tradition bot der IMS Gelegenheit, sich kennenzulernen, zu feiern und zu fachsimpeln. 

## Das Festival
Der IMS präsentierte jährlich im Forum Brixen Veranstaltungen rund um das Thema Berg, wie Vorträge, Diskussionsrunden, Kongresse, Wanderungen, Kletter- und Fotografieworkshops, Boulder- und Fotowettbewerbe, Filmvorführungen und Kunstausstellungen. Der IMS bot jährlich bis zu 50 verschiedene Veranstaltungen.
In seinen ersten 5 Jahren verzeichnete der IMS 32.000 Besucher, mit einer jährlichen Steigerung von ca. 11 % zum Jahr davor. Ca. 25 % der Gäste kamen aus dem Ausland zum IMS nach Südtirol. 120 akkreditierte Journalisten aus 9 Ländern waren im Jahr 2013 beim Bergfestival anwesend. Am internationalen Fotowettbewerb nahmen Fotografen aus knapp 100 Ländern teil.